# Lago Wilersee
O Lago Wilersee é um lago localizado no no cantão de Zug, Suíça. A sua superfície é 3 ha.